# Joseph Naveh
Joseph Naveh (hebräisch יוסף נוה, * 21. Januar 1928 in Mukatschewo, Tschechoslowakei; † 21. November 2011 in Jerusalem) war ein israelischer Linguist, Paläograph, Epigraphiker, Archäologe und Hochschullehrer.

## Leben
Naveh wurde als Kind einer jüdischen Familie in Mukatschewo geboren.
Die Stadt Mukatschewo gehörte in ihrer Geschichte zu verschiedensten Machtbereichen, darunter: Mährerreich, Kiewer Rus, Königreich Ungarn, Siebenbürgen, Österreich-Ungarn, Tschechoslowakei, Sowjetunion, Ukraine.
Als Naveh geboren wurde, gehörte Mukatschewo gerade zur Tschechoslowakei.
Aber bereits 1938 gehörte es schon wieder zum Königreich Ungarn.
Naveh ging auf die hebräische Schule von Mukatschewo, was vermuten lässt, dass seine Eltern der zionistischen Richtung angehörten.
Nach dem Zweiten Weltkrieg wanderte er nach Israel aus.
1948 wurde er in die israelische Armee eingezogen.
Er studierte an der Hebräischen Universität Jerusalem Bibelkunde, Geschichte der Juden, Geschichte Israels und Archäologie.
Von 1955 bis 1971 arbeitete er für die Israelische Altertümerbehörde.
Von 1958 bis 1971 hatte Naveh das Amt des Distrikt-Archäologen inne.
Er nahm an verschiedenen Ausgrabungen teil, darunter in En Gedi (Tel Goren ⊙) und am Tel Miqne ⊙.
Dabei stellte er die Vermutung auf, dass Tel Miqne dem biblischen Ekron entspricht.
1960 führte er Ausgrabungen in Mesad Hashavyahu ⊙ (an der Küste zwischen Jaffa und Aschdod) durch.
Seit den frühen 1960er Jahren beschäftigte sich Naveh mit westsemitischer Epigraphik und Paläografie.
Er promovierte mit einer Arbeit zum Thema The Development of the Aramaic Script (deutsch: Die Entwicklung der aramäischen Schrift), die 1970 veröffentlicht wurde.
Von 1971 bis zu seiner Emeritierung 1991 lehrte er am Institut für Alte Semitische Sprachen der Hebräischen Universität Jerusalem.
Nach seiner Emeritierung arbeitete und publizierte er weiter.

## Forschungsinteressen
Naveh beschäftigte sich mit dem Entziffern und Übersetzen von aramäischen, phönizischen und althebräischen Inschriften und Manuskripten.
Sein Interesse galt den vergleichenden Studien der Inschriften.
Er forschte über die Kultur der menschlichen Gesellschaften und ihren geopolitischen Hintergrund, der sich in den Inschriften widerspiegelt.
Speziell widmete er seine Aufmerksamkeit dem Problem, wann und wie sich die griechische Schrift aus der semitischen Schrift entwickelte.
Außerdem half er mit seiner Expertise gefälschte Inschriften zu entlarven.

## Mitgliedschaften
Naveh arbeitete beim Council of Israel Exploration Society und wurde zu dessen Ehrenmitglied ernannt.
Er war seit 1969 Mitglied der Redaktion des Israel Exploration Journal, publizierte in dieser Zeitschrift und fertigte Peer-Reviews auf seinem Fachgebiet für sie an.
Die Israel Exploration Society widmete ihm zu Ehren einen Band ihrer Eretz-Israel-Serie, der nach seinem Tod erschien. 1994 wurde er zum Mitglied der Israelischen Akademie der Wissenschaften gewählt.

## Veröffentlichungen (Auswahl)
- Joseph Naveh: Studies in West-Semitic Epigraphy, 2010, Magnes Press, Israel, ISBN 978-9654933872
- Joseph Naveh, Shaul Shaked: Aramaic Documents from Ancient Bactria, 2006, Khalili Collections, ISBN 978-1874780748
- Joseph Naveh: Aramaic Ostraca of the Fourth Century BC from Idumaea, 1998, Magnes Press, Israel, ISBN 978-9652239587
- Joseph Naveh: Early History of the Alphabet: An Introduction to West Semitic Epigraphy and Paleography, 1997, Magnes Press, Israel, ISBN 978-9652234360 Inhaltsverzeichnis online als pdf
- Jigael Jadin, Joseph Naveh, Yaʿaḳov Meshorer: Masada I: The Yigael Yadin Excavations 1963–1965 Final Reports, 1989, Israel Exploration Society, ISBN 978-9652210104
- Joseph Naveh, Shaul Shaked: Amulets and Magic Bowls: Aramaic Incantations of Late Antiquity, 1987, Magnes Press, Israel, ISBN 978-9652235312 eingeschränkte Vorschau in der Google-Buchsuche
- Joseph Naveh: Die Entstehung des Alphabets: Einführung in die Archäologie der Schrift, 1975, Palphot, ISBN 978-0304293360 eingeschränkte Vorschau in der Google-Buchsuche
- Joseph Naveh: The Origin of the Mandaic Script, 1970

### Artikel (Auswahl)
- Joseph Naveh: The scripts of two ostraca from Elath, 1966, Middle East Research Journals, Band 30 online als pdf, hebräisch
- Joseph Naveh: Hebrew inscriptions in a tomb cave from the period of the first temple, 1963, Middle East Research Journals, Band 27 online als pdf, hebräisch
- Joseph Naveh: More Hebrew inscriptions from Mesad Hashavyahu, 1963, Middle East Research Journals, Band 27 online als pdf, hebräisch
- Joseph Naveh: A Hebrew letter from Mezad Hashavyahu, 1961, Middle East Research Journals, Band 25 online als pdf, hebräisch
- Joseph Naveh: Chalcolithic remains at 'Ein Gedi, 1958, Middle East Research Journals, Band 22 online als pdf, hebräisch